# シッダーント・チャトゥルヴェーディー
シッダーント・チャトゥルヴェーディー（Siddhant Chaturvedi、1993年4月29日 - ）は、インドのヒンディー語映画で活動する俳優。2016年に『Life Sahi Hai』で俳優デビューし、2019年に出演した『ガリーボーイ』でフィルムフェア賞 助演男優賞を受賞した。

## 生い立ち
1993年4月29日にウッタル・プラデーシュ州バリアで生まれ、5歳の時にムンバイに移住した。成長後は公認会計士になるためにナルシー・モーンジー商業経営大学に進学し、同時期に舞台演劇で活動するようになった。公認会計士の研修を受ける中で実情を知って失望し、研修を休止していたが、休止中の2013年に『ザ・タイムズ・オブ・インディア』主催のフレッシュ・フェイス・コンテストに出場して優勝している。

## キャリア

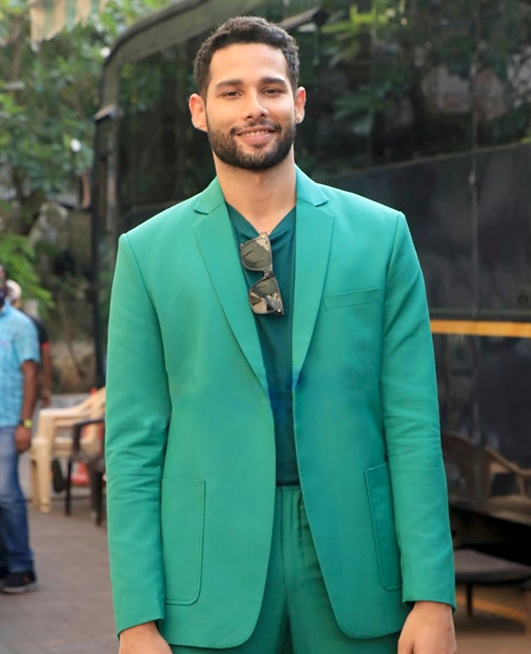
シッダーント・チャトゥルヴェーディー（2021年）

2016年に4人の男性ルームメイトの間に巻き起こる出来事を描いたウェブシリーズ『Life Sahi Hai』で俳優デビューし、2017年にはAmazon Prime Videoの配信ドラマ『Inside Edge』でクリケット選手プラシャーント役を演じている。『Scroll.in』はチャトゥルヴェーディーとタヌージ・ヴィルワーニーの演技を絶賛しており、2019年に配信された第2シーズンにも引き続き出演している。
『Inside Edge』の成功後、チャトゥルヴェーディーはゾーヤー・アクタルの目に留まり、彼女から『ガリーボーイ』のオーディションに誘われた。同作で映画デビューを果たしたチャトゥルヴェーディーはランヴィール・シンが演じるガリーボーイと共にラッパーとして活動するMCシェール役を演じ、彼にとっての当たり役となった。彼の演技について『バラエティ』のジェイ・ワイズバーグは「印象的なキャラクターだった」と批評し、ラジーヴ・マサンドからは「魅力的な存在感を発揮した」と批評された。また、同作の演技でフィルムフェア賞 助演男優賞を受賞し、同時にフィルムフェア賞 新人男優賞にノミネートされている。
2021年には『Bunty Aur Babli 2』でラーニー・ムカルジー、サイーフ・アリー・カーン、シャルヴァリ・ワーグと共演したが、批評家からは酷評され、興行的にも失敗している。2022年はAmazon Prime Videoの配信映画『Gehraiyaan』でディーピカー・パードゥコーン、アナーニャ・パンデイと共演し、『Rediff.com』のスカンニャー・ヴァルマーから「彼が演じたトリッキーなキャラクターには、非常に説得力があった」と高く評価された。2022年は『Phone Bhoot』でカトリーナ・カイフ、イシャーン・カッタルと共演し、同作は批評家から否定的な評価を受けたものの、ニューデリー・テレビジョンのサイバル・チャテルジーはチャトゥルヴェーディーの演技を高く評価している 。2023年は『そして、見失ったのは』でアナーニャ・パンデイ、アーダルシュ・ガウラヴと共演し、『ヒンドゥスタン・タイムズ』から演技を絶賛された。2024年には『Yudhra』『Dhadak 2』に出演している。

## フィルモグラフィー

### 映画
| 年   | 作品                 | 役名                       | 備考                   | 出典   |
| ---- | -------------------- | -------------------------- | ---------------------- | ------ |
| 2019 | ガリーボーイ         | シュリカント（MCシェール） |                        | [ 25 ] |
| 2021 | Bunty Aur Babli 2    | クナール・シン（バンティ） |                        | [ 26 ] |
| 2022 | Gehraiyaan           | ザイン・オベロイ           | Amazon Prime Video配信 |        |
| 2022 | Phone Bhoot          | シェルディル・シェールギル |                        | [ 27 ] |
| 2023 | そして、見失ったのは | イマード・アリー           | Netflix配信            | [ 28 ] |
| 2024 | Yudhra               | ユドラ                     |                        | [ 29 ] |
| 2024 | Dhadak 2             | ニーレシュ                 |                        | [ 30 ] |

### ウェブドラマ
| 年        | 作品          | 役名               |
| --------- | ------------- | ------------------ |
| 2016-2018 | Life Sahi Hai | サーヒル・フーダー |
| 2017-2019 | Inside Edge   | プラシャーント     |

### ミュージックビデオ
| 年   | 作品    | 歌手                                           | 作詞                                 | 作曲           | 出典   |
| ---- | ------- | ---------------------------------------------- | ------------------------------------ | -------------- | ------ |
| 2024 | Ittefaq | シッダーント・チャトゥルヴェーディー、サヴェラ | シッダーント・チャトゥルヴェーディー | OAFF、サヴェラ | [ 31 ] |

## 評価

### 人物評
『ザ・タイムズ・オブ・インディア』の「最も魅力的な男性」で2019年（19位）、2020年（15位）の2年連続ランクインしており、2022年には『GQインディア』の「最も影響力のあるインドの若者」で24位にランクインしている。また、2023年には『フォーブス・アジア』の「フォーブス30アンダー30」の一人に選出されている。

### 受賞歴

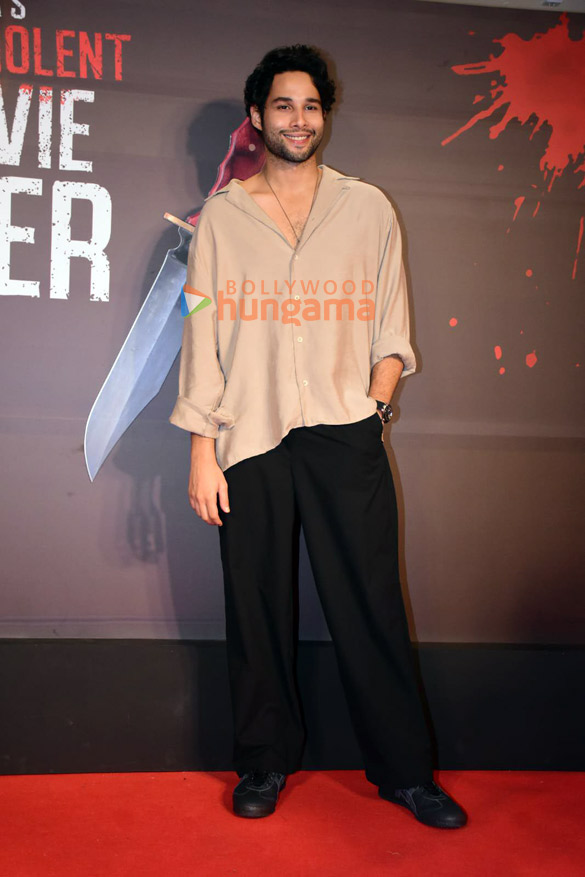
シッダーント・チャトゥルヴェーディー（2024年）

| 年                                         | 部門                                     | 作品             | 結果             | 出典             |
| フィルムフェア賞                           | フィルムフェア賞                         | フィルムフェア賞 | フィルムフェア賞 | フィルムフェア賞 |
| ------------------------------------------ | ---------------------------------------- | ---------------- | ---------------- | ---------------- |
| 2020年                                     | 助演男優賞                               | 『ガリーボーイ』 | 受賞             | [ 36 ] [ 37 ]    |
| 2020年                                     | 新人男優賞                               | 『ガリーボーイ』 | ノミネート       | [ 36 ] [ 37 ]    |
| 国際インド映画アカデミー賞                 |                                          |                  |                  |                  |
| 2021年                                     | 助演男優賞                               | 『ガリーボーイ』 | 受賞             | [ 38 ]           |
| ジー・シネ・アワード                       |                                          |                  |                  |                  |
| 2020年                                     | 助演男優賞                               | 『ガリーボーイ』 | ノミネート       | [ 39 ]           |
| 2020年                                     | 新人男優賞                               | 『ガリーボーイ』 | 受賞             | [ 39 ]           |
| スター・スクリーン・アワード               |                                          |                  |                  |                  |
| 2019年                                     | 新人男優賞                               | 『ガリーボーイ』 | 受賞             | [ 40 ]           |
| ボリウッド・ハンガマ・スタイル・アイコン賞 |                                          |                  |                  |                  |
| 2023年                                     | スタイリッシュ・トレイルブレイザー賞     | N/A              | ノミネート       | [ 41 ]           |
| 2023年                                     | スタイリッシュ・エマージング・アイコン賞 | N/A              | ノミネート       | [ 41 ]           |